# Marina Berti
Marina Berti, właśc. Elena Maureen Bertolini (ur. 29 września 1924 w Londynie, zm. 29 października 2002 w Rzymie) – włoska aktorka.

## Życiorys
Urodziła się w Anglii, jako córka włoskiego imigranta. W 1936 wyjechała do Włoch, osiedlając się we Florencji, aby ukończyć studia. Pracowała w radiu. Jej marzeniem było aktorstwo. Wzięła udział w kilku przedstawieniach na łamach EIAR Radia Florence, które stały się jej aktorskim debiutem. Jako aktorka filmowa zadebiutowała niewymieniona w czołówce jako Lucia, asystentka Lii w La Fuggitiva (1941).
Stała się popularną dwujęzyczną włoską gwiazdką, której znajomość języka angielskiego pozwolił wystąpić w filmach w Stanach Zjednoczonych, m.in. Ben-Hur (1959) i Kleopatra (1963). Jej popularność wzrosła w latach czterdziestych i pięćdziesiątych, choć nadal była aktywna na ekranie we wczesnych latach dziewięćdziesiątych. Pojawiła w blisko 100 filmach zarówno włoskich, jak i amerykańskich grając przeważnie drugoplanowe, ale wyraziste role.
W 1944 wyszła za mąż za aktora i reżysera Claudio Gorę (zm. 13 marca 1998), z którym miała pięcioro dzieci: trzech synów - Carlo (ur. 1 stycznia 1945), Andreę (ur. 27 marca 1946) i Lucę oraz dwie córki - Marinę (ur. 20 lutego 1955) i Cristinę.
Zmarła 29 października 2002 w Rzymie po długiej chorobie w wieku 78 lat.

## Wybrana filmografia
- 1941: La fuggitiva
- 1943: Jakub idealista (Giacomo l’idealista)
- 1945: Dziesięcioro przykazań (I Dieci comandamenti)
- 1949: Książę lisów (Prince of Foxes)
- 1951: Quo Vadis
- 1952: Królowa Saby (La regina di Saba)
- 1954: Rycerze królowej (I cavalieri della regina)
- 1959: Ben-Hur
- 1962: Damon i Pytiasz (Il Tiranno di Siracusa)
- 1963: Kleopatra (Cleopatra)
- 1970: La Califfa
- 1974: Mojżesz Prawodawca (Moses the Lawgiver)
- 1974: Pociąg tortur (L’ultimo treno della notte)
- 1977: Jezus z Nazaretu (Jesus of Nazareth)
- 1992: Ostinato destino
- 2002: Amen.